# آیت لعزیز
آیت لعزیز (به عربی: آیت لعزیز) یک شهرداری در الجزایر است که در استان بویره واقع شده‌است.

## خصوصیات
آیت لعزیز ۱۴٬۰۵۶ نفر جمعیت دارد.